# شعب الدرسي (السبرة)

تعديل مصدري - تعديل

شعب الدرسي محلة تابعة لقرية منزل على، التابعة لعزلة مطاية بمديرية السبرة إحدى مديريات محافظة إب في الجمهورية اليمنية.، بلغ تعداد سكانها 167 حسب تعداد اليمن لعام 2004.